# Casa al carrer Besalú, 9 (Figueres)
L'edifici situat al Carrer Besalú, 9 és una obra del municipi de Figueres (Alt Empordà) inclosa en l'Inventari del Patrimoni Arquitectònic de Catalunya.

## Descripció
És un edifici entre mitgeres, de planta baixa, dos pisos i golfes i coberta terrassada. És un edifici amb la planta baixa amb dos arcs en arc rebaixat fet amb carreus ben tallats, entre els quals hi ha un accés en una porta en arc rebaixat, a sobre de la qual hi ha una obertura també en arc rebaixat. Tota la façana està arrebossada i aquest arrebossat imita uns carreus. El primer pis té una balconada correguda amb tres obertures emmarcades per una motllura, i una finestra de dimensions més reduïdes amb la mateixa motllura. Al segon pis, tres de les obertures tenen un balcó independent. Totes les obertures estan emmarcades per una motllura i també trobem en aquest pis, com al primer dues finestres de dimensions menors i cegades. A la planta golfes, trobem cinc finestres emmotllurades i amb una barana de ferro forjat.